# میرزا تقی‌خان مجدالملک
میرزا تقی‌خان مجدالملک(۱۲۴۰ ه‍. خ، تهران–۱۳۰۵ ه‍. خ، شهرری)، از سیاستمداران تهرانی بود، که در دوره نخست به عنوان نماینده تهران در مجلس شورای ملی حضور داشت.

## زندگی‌نامه
میرزا تقی‌خان مجد الملک (زاده ۱۲۴۰ه‍.خ) فرزند میرزا محمدخان مجدالملک و برادر میرزا علی خان امین‌الدوله، از سیاستمداران دوره قاجار بود. میرزا تقی‌خان پس از فوت پدرش در سال ۱۲۶۷ ه‍.خ ملقب مجدالملک شد. تقی‌خان از خوشنویسان دربار ناصرالدین‌شاه بود که در سال ۱۲۵۸ توسط شاه قاجار به لقب منشی حضور نائل شد. تقی‌خان ۲۲ ساله بود که از جانب برادر بزرگترش علی امین‌الدوله که وزیر اوقاف بود به اداره امور وزارتخانه منصوب شد و تا پایان خدمت برادرش در همین سِمت باقی ماند.در دوره مظفرالدین شاه به وزارت داخله تعیین شد. در ۱۲۹۳ ه‍.خ که حسن میرزا ولیعهد احمدشاه عازم آذربایجان بود، مجدالملک به ریاست امور شخصی ولیعهد (پیشکاری) منصوب و روانه تبریز گردید.

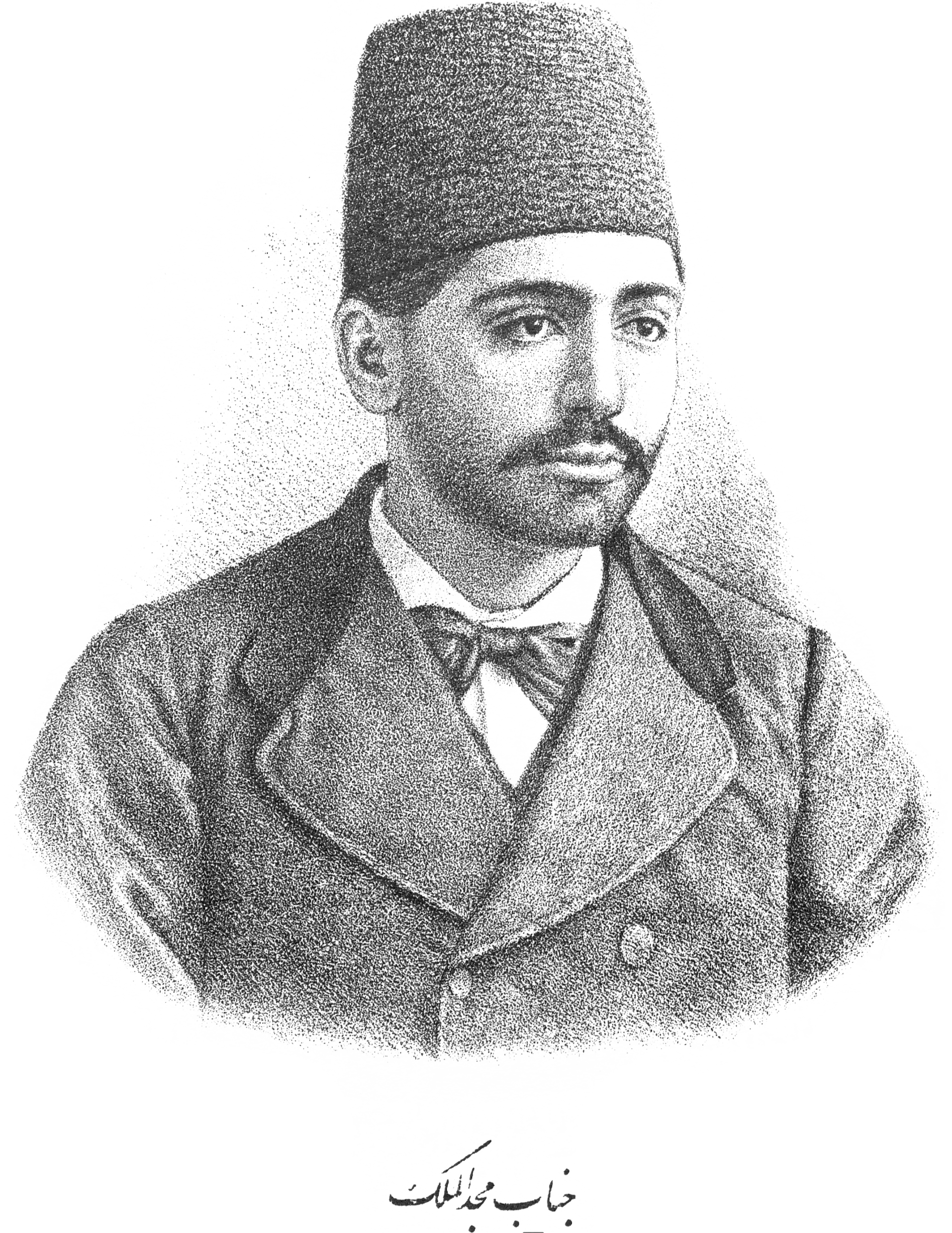
میرزا تقی‌خان مجدالملک (اثر ابوتراب غفاری)